# Lebane
Lebane (Servisch: Лебане) is een gemeente in het Servische district Jablanica.
Lebane telt 24.918 inwoners (2002). De oppervlakte bedraagt 337 km², de bevolkingsdichtheid is 73,9 inwoners per km².

## Plaatsen in de gemeente
| - Bačevina - Bošnjace - Buvce - Veliko Vojlovce - Geglja - Goli Rid - Gornje Vranovce - Grgurovce - Donje Vranovce - Drvodelj | - Ždeglovo - Klajić - Konjino - Krivača - Lalinovac - Lebane - Lipovica - Lugare - Malo Vojlovce - Nova Topola | - Novo Selo - Pertate - Petrovac - Popovce - Poroštica - Prekopčelica - Radevce - Radinovac - Rafuna - Svinjarica | - Sekicol - Slišane - Togočevce - Ćenovac - Cekavica - Šarce - Šilovo - Štulac - Šumane |